# Ciudadela
Ciudadela is een plaats in het Argentijnse bestuurlijke gebied Tres de Febrero in de provincie Buenos Aires. De plaats telt 73.155 inwoners.

## Geboren
- Carmelo Simeone (1933-2014), voetballer
- Carlos Tévez (1984), voetballer
- Fernando Gago (1986), voetballer
- Gianluca Prestianni (2006), voetballer